# Copa del Rey de hockey patines 2024
La Copa del Rey de hockey patines 2024 fue la octogésima edición de la Copa del Rey de este deporte. La sede única fue la ciudad de Calafell y los encuentros se disputaron en el Pavelló Municipal Joan Ortoll entre el 7 y el 10 de marzo de 2024.
La competición la jugaron los 8 mejores equipos de la OK Liga 2023-24 en la primera vuelta de la liga, siete de Cataluña y uno de la Comunidad Valenciana, emparejados según el sorteo efectuado el 6 de febrero de 2024.
El campeón de esta edición fue el FC Barcelona, que consiguió su vigésimo sexto título de copa.

## Equipos participantes
- Club Esportiu Noia
- FC Barcelona
- Reus Deportiu
- PAS Alcoy
- Club Patí Calafell
- Club Patí Voltregà
- Igualada Hoquei Club
- Hoquei Club Sant Just

## Resultados
|  | Cuartos de final | Cuartos de final |              |              | Semifinales | Semifinales |  |              | Final       | Final       |  |
|  | 7-8 de marzo     | 7-8 de marzo     |              |              | 9 de marzo  | 9 de marzo  |  |              | 10 de marzo | 10 de marzo |  |
|  |                  |                  |              |              |             |             |  |              |             |             |  |
|  |                  |                  |              |              |             |             |  |              |             |             |  |
|  | CE Noia          | 3 (1)            |              |              |             |             |  |              |             |             |  |
|  | CE Noia          | 3 (1)            |              |              |             |             |  |              |             |             |  |
|  | CP Calafell      | 3 (2)            |              |              |             |             |  |              |             |             |  |
|  | CP Calafell      | 3 (2)            |              | CP Calafell  | 1           |             |  |              |             |             |  |
|  |                  |                  |              | CP Calafell  | 1           |             |  |              |             |             |  |
|  |                  |                  | HC Sant Just | 3            |             |             |  |              |             |             |  |
|  | HC Sant Just     | 5                | HC Sant Just | 3            |             |             |  |              |             |             |  |
|  | HC Sant Just     | 5                |              |              |             |             |  |              |             |             |  |
|  | PAS Alcoy        | 4                |              |              |             |             |  |              |             |             |  |
|  | PAS Alcoy        | 4                |              |              |             |             |  | HC Sant Just | 0           |             |  |
|  |                  |                  |              |              |             |             |  | HC Sant Just | 0           |             |  |
|  |                  |                  | FC Barcelona | 6            |             |             |  |              |             |             |  |
|  | FC Barcelona     | 3                | FC Barcelona | 6            |             |             |  |              |             |             |  |
|  | FC Barcelona     | 3                |              |              |             |             |  |              |             |             |  |
|  | Reus Deportiu    | 1                |              |              |             |             |  |              |             |             |  |
|  | Reus Deportiu    | 1                |              | FC Barcelona | 3           |             |  |              |             |             |  |
|  |                  |                  |              | FC Barcelona | 3           |             |  |              |             |             |  |
|  |                  |                  | CP Voltregà  | 2            |             |             |  |              |             |             |  |
|  | CP Voltregà      | 4                | CP Voltregà  | 2            |             |             |  |              |             |             |  |
|  | CP Voltregà      | 4                |              |              |             |             |  |              |             |             |  |
|  | HC Igualada      | 2                |              |              |             |             |  |              |             |             |  |
|  | HC Igualada      | 2                |              |              |             |             |  |              |             |             |  |
|  |                  |                  |              |              |             |             |  |              |             |             |  |

## Final
| Fecha                                              | Hora  | Partido      | Partido | Partido      |
| -------------------------------------------------- | ----- | ------------ | ------- | ------------ |
| 10 de marzo                                        | 20:00 | HC Sant Just | 0-6     | FC Barcelona |
| Pabellón: Pavelló Municipal Joan Ortoll (Calafell) |       |              |         |              |